# セラフィールド

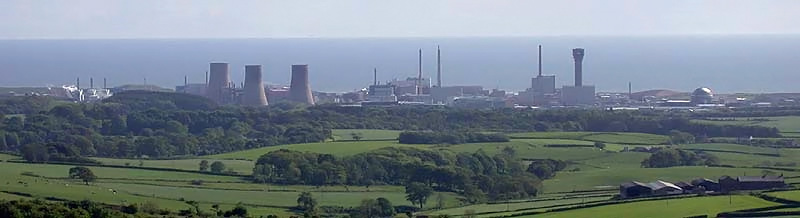
セラフィールド - 中央付近に見える煙突4本のうち右端の太い煙突が1957年に火災事故を起こしたプルトニウム生産炉

セラフィールド は、現在稼動停止中の英国の原子力発電施設。英国原子力廃止措置機関 (NDA) の下、セラフィールド社が2120年完了を目標に、放射能汚染の調査や処理、建物の解体などを進めている。大学やベンチャーを含む企業も参加して、こうした廃炉工程に必要な技術・機材の開発も行われている。

## 概要
英国カンブリア州にあり、アイリッシュ海に臨む。6平方キロメートルの敷地内に200以上の建物や冷却水池などが密集する。1948年に建設が始まり、原子力発電所の他にも核兵器に使われるプルトニウム生産炉を含めた核燃料再処理工場群が存在した。その操業開始から、北欧にまで至る広域的な海洋汚染や、幾度もの事故を背景とした周辺住民らへの深刻な健康被害などから論争を引き起こしてきた。

## 歴史
セラフィールドはもともと軍需工場であり、第二次世界大戦においてはTNT爆弾などの砲弾を製造していた。日本への原子爆弾投下が行われた第二次世界大戦後、イギリスはアメリカ合衆国に続いて核武装を決意し、その拠点となった。

### ウィンズケール
1947年、核兵器に使われるプルトニウムを生産するため、ウィンズケール原子力研究所が着工された。近くにあるプレストン市のウラン処理工場 Springfields と名前が似ていることから、混乱を避けるためにセラフィールドではなくウィンズケール (Windscale) の名前を採用した。こちらも付近の村の名前に由来する。
1954年、イギリス原子力公社（UKAEA: 1996年にen:AEA Technologyとして民営化）が設立されるとともに、ウィンズケール原子力研究所より所有権が移動された。
1956年10月17日、ウィンズケールに隣接するコールダーホール原子力発電所が、マグノックス炉の方式で商用発電を開始し、名称も「ウィンズケール・アンド・コールダー研究所」 (Windscale and Calder Works) となった。
1957年10月10日、ウィンズケール火災事故が起きる。この事故は世界初の原子炉重大事故となった。軍事用プルトニウムを生産するウィンズケール原子力工場（現セラフィールド核燃料再処理工場）の原子炉2基の炉心で、黒鉛（炭素製）減速材の過熱により火災が発生。16時間燃え続け、多量の放射性物質を外部に放出した。避難命令が出なかったため、地元住民は一生許容線量の10倍の放射線を受け、数十人がその後、白血病で死亡した。現在の所、白血病発生率は全国平均の3倍である。当時のマクミラン政権が極秘にしていたが、30年後に公開された。なお、現在でも危険な状態にあり、原子炉2基のうち1基は煙突の解体が遅れている状態にある。2万キュリーのヨウ素131（ヨウ素の放射性同位体）が工場周辺500平方キロメートルを汚染した。また水蒸気爆発のおそれから、注水に手間取った。
1971年、核兵器の研究および生産拠点としての操業終了に伴い、新たに設立された英国核燃料公社 (BNFL: British Nuclear Fuels Limited) に生産部門が吸収統合され、ウィンズケールの施設の大半が BNFL の管理下となった。
1973年、B205棟での再処理のための前処理を担当していたB204棟で大規模漏洩事故が発生。31名の労働者を被曝させて閉鎖となる。

### セラフィールド
1981年、ウィンズケール＆コールダー研究所は施設の再編成に伴い、セラフィールドと改名した。
- UKAEA に残された施設は、戦後の核兵器の開発のために構成されたもので、現在もウィンズケールと呼ばれている。また、ウィンズケール原子炉は、改良型ガス冷却炉の原型となった。

2003年、施設自体が老朽化していたこと、また英国内における電力自由化などの影響で採算が取れなくなっていたことも重なり、閉鎖が決定となる。
2007年9月29日、コールダーホール原子力発電所の4つの冷却塔が爆破解体された。
施設の廃止決定後も、管理や解体作業のためセラフィールドでは約1万1000人が働いており、英国政府は年間およそ20億ポンドを拠出している。

## 再処理工場
セラフィールドは当初より、使用済み核燃料の再処理工場も多く保有していた。再処理が施されることにより、例えば日本の高速増殖炉もんじゅなどに利用されるMOX燃料の製造にプルトニウムを用いることが出来る。他にも、ガンマ線照射用の線源としてセシウム137の抽出を行うなど、核分裂生成物を再利用するための努力も行なわれてきた。
日本の原子力政策との関わりも深く、20世紀後半頃からは、再処理する受け入れ使用済み核燃料の全収容量の4分の1近くが日本の原子力発電所からのものに想定されていた。2010年からは中部電力との独占契約状態にあった。中部電力の管理下にある静岡県の浜岡原子力発電所が2011年以降は運転を停止していることに伴い、存続の危機が指摘されていた。
- B204（閉鎖）
- B205
- ソープ再処理工場（2018年操業終了[8]）